# Seznam zemětřesení v Česku
Seznam zemětřesení v České republice je přehledem zemětřesení na území Česka. To je klidnější seismickou oblastí, ale dochází zde k otřesům v Karlovarském kraji. V Moravskoslezském kraji naopak vznikají důlní zemětřesení. Za další seismicky aktivní území by se dala považovat oblast pod Krušnými horami a Trutnovský výběžek.
| Datum                           | Oblast                                                                        | Síla (magnitudo) | typ            | Škody             | Oběti, zranění              |
| ------------------------------- | ----------------------------------------------------------------------------- | ---------------- | -------------- | ----------------- | --------------------------- |
| 1134 př. n. l. až 192 př. n. l. | Karlovarský kraj                                                              | ~ 6,5            | tektonický jev | neznámé           |                             |
| 792 až 1020                     | Karlovarský kraj                                                              | ~ 6,4            | tektonický jev | neznámé           |                             |
| 27. února 1786                  | Oderské vrchy, Morava                                                         | ~ 4,7            | tektonický jev | neznámé           |                             |
| 1901                            | Hronov, Královéhradecký kraj                                                  | 4,7              | tektonický jev | neznámé           |                             |
| listopad 1908                   | Karlovarský kraj                                                              | 5,0              | zemětřesný roj | neznámé           |                             |
| 12. dubna 1931                  | Opava, Moravskoslezský kraj                                                   | 4,2              | tektonický jev | neznámé           |                             |
| 24. července 1935               | Hrubý Jeseník, Olomoucký kraj                                                 | 4,0              | tektonický jev | neznámé           |                             |
| 6. května 1976                  | České Budějovice, Praha (epicentrum Furlansko, Itálie)                        | 6,5              | tektonický jev | žádné             |                             |
| 18. června 1976                 | Karviná, Moravskoslezský kraj                                                 | ?                | důlní otřes    | neznámé           | 25 zraněných horníků        |
| 27. dubna 1983                  | Karviná, Moravskoslezský kraj                                                 | až 5,1           | důlní otřes    | neznámé           | 9 mrtvých a 2 zranění       |
| 21. prosince 1985               | Karlovarský kraj                                                              | 4,6              | zemětřesný roj | zhruba 20 mil. Kč |                             |
| 21. prosince 1985               | Sasko, Německo                                                                | až 5,1           | zemětřesný roj | neznámé           |                             |
| 23. ledna 1986                  | Karlovarský kraj                                                              | až 4,7           | zemětřesný roj | neznámé           |                             |
| leden 1997                      | Karlovarský kraj                                                              | 3,0              | zemětřesný roj | žádné             |                             |
| 17. srpna 2000                  | Hostěradice, Jihomoravský kraj                                                | 2,5              | tektonický jev | žádné             |                             |
| 7. listopadu 2000               | Karlovarský kraj                                                              | 3,1 až 3,7       | zemětřesný roj | žádné             |                             |
| 13. června 2002                 | Moravskoslezský kraj                                                          | 4,6              | důlní otřes    | neznámé           |                             |
| 11. března 2004                 | Okres Karviná, Moravskoslezský kraj                                           | 3,1              | důlní otřes    | neznámé           | 7 mrtvých horníků           |
| 12. července 2004               | Doubrava, Moravskoslezský kraj                                                | 2,9              | důlní otřes    | žádné             | 1 mrtvý horník              |
| 26. dubna 2005                  | Okres Karviná, Moravskoslezský kraj                                           | 3,0              | důlní otřes    | žádné             |                             |
| 25. října 2005                  | Hronov, Královéhradecký kraj                                                  | 3,3              | tektonický jev | neznámé           |                             |
| 13. ledna 2007                  | Písecko / Příbramsko (epicentrum v okolí obce Klučenice u vodní nádrže Orlík) | až 2,3           | tektonický jev | žádné             |                             |
| 12. října 2008                  | Nový Kostel, Karlovarský kraj                                                 | 3,8              | tektonický jev | minimální škody   |                             |
| 22. listopadu 2008              | Karviná, Moravskoslezský kraj                                                 | až 3,5           | důlní otřes    | neznámé           | 2 mrtví a 3 zranění horníci |
| 26. srpna 2011                  | Karlovarský kraj                                                              | 3,5 až 4,0       | tektonický jev | neznámé           |                             |
| 11. ledna 2012                  | Český Krumlov                                                                 | 2,8              | tektonický jev | žádné             |                             |
| 31. května 2014                 | Nový Kostel, Karlovarský kraj                                                 | 4,5 až 4,6       | zemětřesný roj | přes 10 mil. Kč   |                             |
| 11. července 2017               | Luby, Karlovarský kraj                                                        | 3,3              | zemětřesný roj | žádné             |                             |
| 29. července 2017               | Stonava, Moravskoslezský kraj                                                 | 2,5              | důlní otřes    | žádné             | 2 zranění horníci           |
| 10. prosince 2017               | Okres Opava, Moravskoslezský kraj                                             | 3,4 až 3,5       | tektonický jev | žádné/minimální   |                             |
| 12. května 2018                 | Luby, Karlovarský kraj                                                        | 3,3              | zemětřesný roj | žádné             |                             |
| 22. května 2018                 | Luby, Karlovarský kraj                                                        | 3,8 až 4,1       | zemětřesný roj | 1 až 2 mil. Kč    |                             |
| 24. srpna 2018                  | Nový Kostel, Karlovarský kraj                                                 | 3,3 až 3,7       | zemětřesný roj | žádné             |                             |
| 20. prosince 2020               | Luby, Karlovarský kraj                                                        | 2,7              | zemětřesný roj | žádné             |                             |
| 29. prosince 2020               | celé Česko (epicentrum Petrinja, Chorvatsko)                                  | 6,4              | tektonický jev | žádné             |                             |
| 5. srpna 2021                   | Chebsko, Sokolovsko (epicentrum v okolí Milhostova)                           | 2,86             | tektonický jev | žádné             |                             |
| 8. prosince 2022                | Chebsko, Sokolovsko (epicentrum v okolí obce Luby)                            | 3,2              | tektonický jev | žádné             |                             |
| 4. listopadu 2023               | Sokolovsko, Chebsko (epicentrum v okolí obce Nový Kostel)                     | 3,3              | zemětřesný roj | žádné             |                             |
| 7. března 2024                  | Písecko (epicentrum v okolí obce Mirotice)                                    | 3,9              | tektonický jev | žádné             |                             |
| 24. července 2024               | Sokolovsko (epicentrum v okolí obce Kraslice)                                 | 2,6              | tektonický jev | žádné             |                             |
| 10. srpna 2024                  | Písecko / Příbramsko (epicentrum v okolí obce Klučenice u vodní nádrže Orlík) | 2 a 1,4          | tektonický jev | žádné             |                             |
| 2. ledna 2025                   | Kraslicko (epicentrum v okolí města Kraslice)                                 | 2,8              | zemětřesný roj | žádné             |                             |
| 24. dubna 2025                  | Písecko (epicentrum v okolí obce Mirotice)                                    | 3,1              | tektonický jev | žádné             |                             |